# Craig Wapnick
Craig Wapnick, né le 15 février 1970, est un joueur professionnel de squash représentant l'Afrique du Sud. Il atteint en mai 1995 la 32e place mondiale sur le circuit international, son meilleur classement. Il est champion d'Afrique du Sud en 1997.

## Palmarès

### Titres
- Championnats d'Afrique du Sud : 1997